# Pýrgos Ithómis
Pýrgos Ithómis är en ort i Grekland.   Den ligger i prefekturen Nomós Kardhítsas och regionen Thessalien, i den centrala delen av landet, 230 km nordväst om huvudstaden Aten. Pýrgos Ithómis ligger 157 meter över havet och antalet invånare är 290.
Terrängen runt Pýrgos Ithómis är kuperad söderut, men norrut är den platt. Runt Pýrgos Ithómis är det ganska tätbefolkat, med 104 invånare per kvadratkilometer. Närmaste större samhälle är Trikala, 16,7 km norr om Pýrgos Ithómis. Trakten runt Pýrgos Ithómis består till största delen av jordbruksmark.